# 黃謹
黃謹（1420年—？），字廷儀，福建興化府莆田縣人，民籍，明朝政治人物。進士出身。

## 生平
景泰元年（1450年）庚午科福建鄉試第二名。景泰五年（1454年）甲戌科會試第一百四名，殿試登進士第二甲第八名。

## 家族
曾祖父黃靜軒。祖父黃則誠。父亲黃宦，曾任教授。